# Waltard
Waltard (auch Walthard, Walther; * um 960; † 12. August 1012 auf Burg Giebichenstein) war vom 22. Juni bis 12. August 1012 Erzbischof von Magdeburg.

## Leben
Seine Eltern waren der Edelherr Erp von Meyendorf, vermutlich aus der Haolden-Sippe, und Amulrad (auch Amilrath), eine Gräfin von Marsleben. Sein Bruder war Liudolf, der ab 1016 mit Grafschaftrechten im Raum Büren, Lippstadt und Soest bekundet ist. Seine Schwester Amulrad heiratete den Grafen Konrad von Morsleben und Horneburg und wurde Mutter von Papst Clemens II. Sie vermachte der Kirche zu Magdeburg das Dorf Olvenstedt.
Waltard war seit 981 Hochstiftskanoniker und ab 984 Präpositus in Magdeburg.
Seine Wahl zum Erzbischof durch das Domkapitel im Jahre 1004 wurde von König Heinrich II. aus unbekannten Gründen abgelehnt. Erst 1012 konnte er das Amt antreten, starb aber schon nach knapp zwei Monaten. In dieser Zeit betrieb er sehr aktive Ostpolitik, in enger Zusammenarbeit mit dem Billunger Bernhard I., in der er sich sehr „polenfreundlich“ zeigte.
Waltard wurde in der Domkirche zu Magdeburg bestattet. Eine sehr bedeutende Sammlung von Büchern, priesterlichem Gerät und anderen Sachen wurde bei seinem so unvermutet erfolgten Tod von unberufenen Händen  zerstreut.